# Ellis Rastelli
Ellis Rastelli (Cortemfaggiore, 18 januari 1975) is een Italiaans voormalig wielrenner die van 1998 tot en met 2004 actief was.

## Overwinningen
1997
- Freccia dei Vini - Memorial Dott. Luigi Raffele

1998
- 5e etappe Rothaus Regio-Tour

1999
- 2e etappe Euskal Bizikleta

2001
- 1e etappe Ronde van Italië

## Resultaten in voornaamste wedstrijden
| Jaar | Ronde van Italië | Ronde van Frankrijk | Ronde van Spanje |
| ---- | ---------------- | ------------------- | ---------------- |
| 1998 | buiten tijd      |                     |                  |
| 1999 |                  |                     |                  |
| 2000 |                  |                     | opgave           |
| 2001 | 85e (1)          |                     |                  |
| 2002 | 123e             |                     |                  |
| 2003 |                  |                     |                  |
| 2004 | 73e              |                     | opgave           |

| Jaar | Milaan-San Remo | Gent-Wevelgem | Amstel Gold Race | Luik-Bast.‑Luik | Ronde van Lombardije | Waalse Pijl |
| ---- | --------------- | ------------- | ---------------- | --------------- | -------------------- | ----------- |
| 1998 |                 | 72e           |                  |                 |                      | 106e        |
| 1999 | 123e            |               |                  |                 |                      |             |
| 2000 | 99e             |               |                  |                 |                      |             |
| 2001 | 122e            |               | 29e              | 72e             |                      |             |
| 2002 |                 |               | 79e              | 67e             | 61e                  | 43e         |
| 2003 |                 |               | 22e              | 54e             |                      | 89e         |
| 2004 |                 |               | 68e              | 113e            |                      | 71e         |